# Jozef Cornielje
Josephus Johannes Hendrikus (Jozef) Cornielje (Spijk, 30 december 1924 – Velp, 16 maart 2018) was een Nederlands politicus van de KVP en later het CDA.
Hij was van 1958 tot 1964 secretaris van het nieuwe polderdistrict Oude-Rijn en daarna was hij de gemeentesecretaris van Herwen-en-Aerdt. Begin 1976 werd Cornielje benoemd tot burgemeester van Angerlo. Na zijn pensionering in 1989 was hij nog waarnemend burgemeester van Olst (1992-1993) en Holten (1993-1994) en verder heeft hij nog drie boeken geschreven.
Zijn zoon Clemens Cornielje (1958-2022) heeft voor de VVD in de Tweede Kamer gezeten en was van 2005 tot februari 2019 Commissaris van de Koningin in Gelderland.